# Tycho Castberg (Architekt)

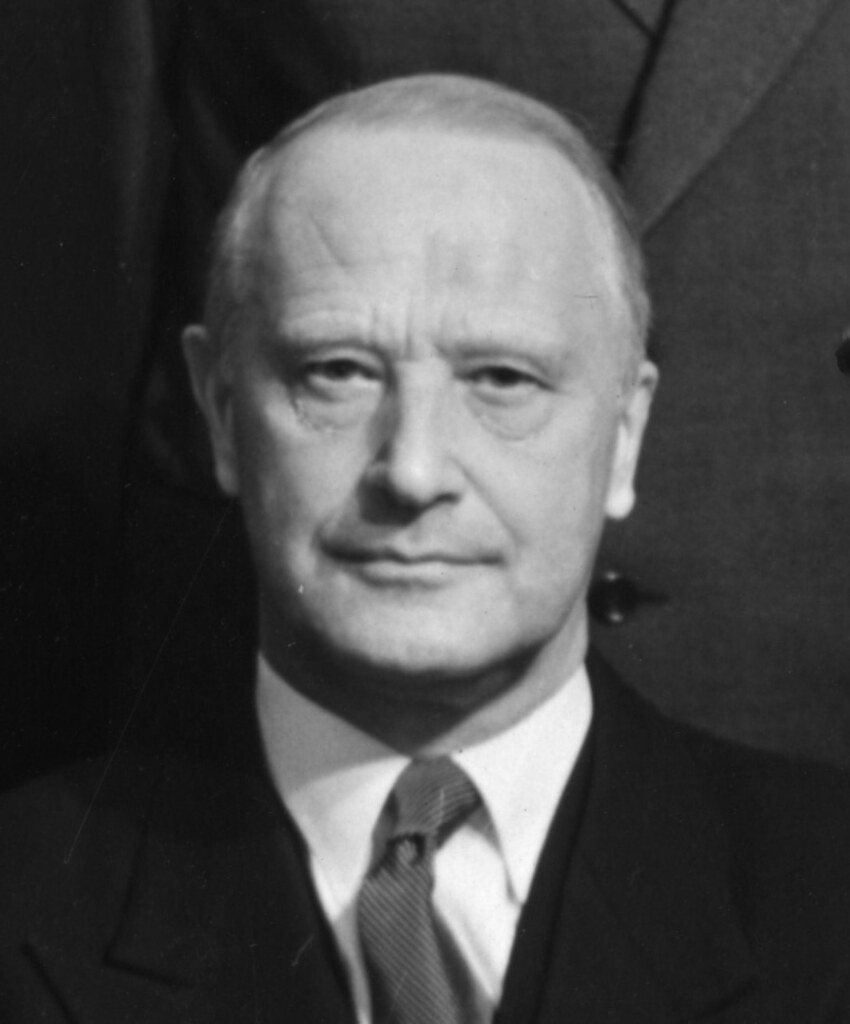
Tycho Castberg (1900–1982), Foto 1955

Tycho Diedrich Støren Castberg (* 16. Juni 1900 in Meldal; † 22. November 1982 in Trondheim) war ein norwegischer Architekt. Seine Kindheit verbrachte er in New York, wo sein Vater als Priester und Leiter der Seemannsmission wirkte. Nach dem Studium an der Technischen Hochschule Trondheim und einer mehrjährigen Berufstätigkeit in Montreal eröffnete er ein Architekturbüro in Trondheim. Während des Zweiten Weltkriegs leistete er Widerstand gegen die deutsche Besatzung. In den Nachkriegsjahren leitete er die räumliche Erweiterung der Technischen Hochschule. Er engagierte sich für den Aufbau eines Krankenhauses in Kamerun und für die Erhaltung der norwegischen Baudenkmäler. Seine Entwürfe, mehrheitlich Ein- und Mehrfamilienhäuser in und bei Trondheim, sind in einer sehr nüchternen funktionalistischen Formensprache gehalten. Seine Renovierungen alter Gebäude beweisen Behutsamkeit und Respekt vor der norwegischen Bautradition.

## Leben

### Kindheit in New York
Tycho Castberg war das älteste von neun Kindern des gleichnamigen Pastors Tycho Castberg (1872–1948) und der Wilhelma Marie Støren (1875–1961). Am 25. Januar 1902 – Sohn Tycho war erst 18 Monate alt – erreichte die (noch) kleine Familie Castberg New York, wo Vater Tycho die Stelle eines Seemannspriesters (sjømannsprest) und zugleich des Leiters des Pfarrhauses der Norwegischen Synode für die Seemannsmission antrat. Die Mission verfügte über zwei Kirchen und einen separaten Lesesaal. Damals kamen jährlich etwa 400 norwegische und schwedische Schiffe bzw. 20.000 skandinavische Seeleute im New Yorker Hafen an.
In New York wuchs die Familie Castberg stark an. Es wurden die Söhne Wilhelm (* 1902), Arnljot (* 1906), Yngvar (* 1908) und die Tochter Åse (* 1904) geboren.  Die Taufscheine der Seemannsmission geben auch die Wohnadresse der Familie in Brooklyn an: 58th Street (25. Januar 1903) bzw. 7th Street (24. Juli 1904).

### Pfarrhof Berg
1910 kehrte die Familie nach Norwegen zurück und Vater Tycho wurde Kaplan (später Pfarrer und Propst) in seinem Heimatort Strinda (seit 1964 zu Trondheim). Man wohnte im Pfarrhaus Berg, das sich in einem verwahrlosten Zustand befand. Nach und nach ließ Vater Tycho Verbesserungen vornehmen, zunächst Abwasserkanäle und Waschbecken, 1915 wurde Strom eingeleitet, schließlich das gesamte Hauptgebäude und die Stallungen renoviert. In den ersten Jahren in Berg wurden dem Ehepaar Castberg weitere vier Kinder geboren, die Söhne Knut (* 1912) und Odd (* 1913), sowie die Töchter Gerd (* 1913, Zwillingsschwester von Odd) und Sonja (* 1914). Sohn Tycho wurde am 14. Mai 1916 in der Moholt-Kirche konfirmiert und in der Domschule Trondheim unterrichtet, wo er 1919 das Abitur (Examen artium) ablegte.

### Ausbildung, Heirat, Arbeitsmigration
1919 begann Tycho an der Technischen Hochschule (Norges tekniske høgskole, NTH) im nahe gelegenen Trondheim ein Architekturstudium. Zwischen dem 2. und 3. Studienjahr unterbrach er für ein Semester auf der Technischen Hochschule Stuttgart. Nach seinem Abschluss 1924 zog er nach Tromsø, um dort ein Architekturbüro zu eröffnen und für die Tromsø Stiftstidende Kunstkritiken zu verfassen. Zur Jahreswende 1926/1927 besuchte er „einen praktischen Kurs für Architekten in Oslo.“
Am 16. April 1927 heiratete er in der Trondheimer Domkirche Gudrun Sophie Støren (* 28. November 1905 in Fredrikstad; † 28. Dezember 1993 in Trondheim) die Tochter des Kaufmanns Sigurd Støren (1868–1919) und der Marie Nilsen (1885–1970).
Nur vier Tage später verließen die Jungvermählten auf einem Atlantikdampfer der Linie Canadian den Hafen von Bergen, um ins kanadische Montreal zu emigrieren. Dort fand Tycho Castberg Anstellung bei verschiedenen Architekten. Erst 1933 kehrte das Ehepaar (mit der 1929 geborenen Tochter Laila Wencke Wilhelma Marie Støren) nach Trondheim zurück, wo Tycho erneut ein Architekturbüro eröffnete.

### Architekt in Trondheim

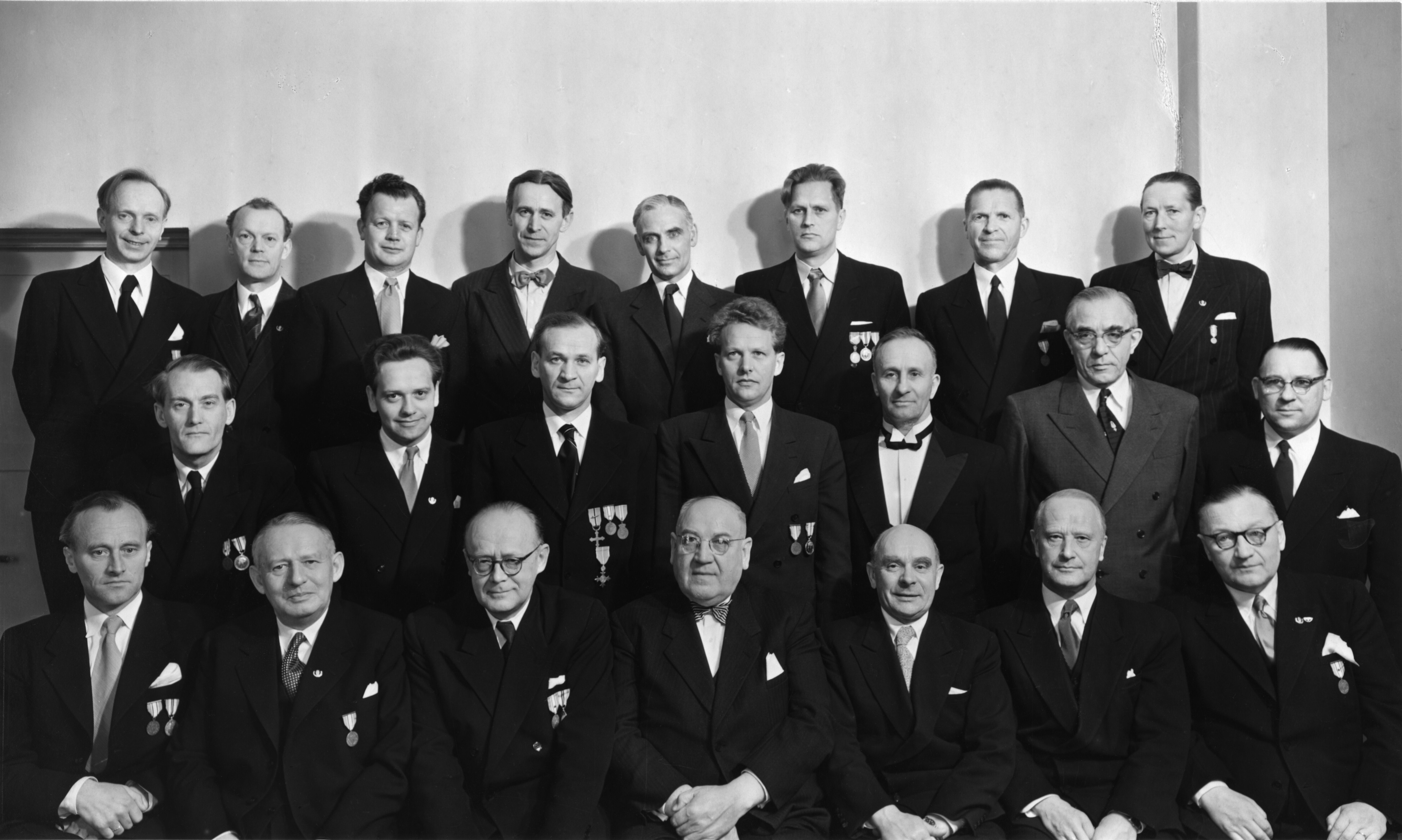
Tycho Castberg, Erinnerungsfoto der Milorg Abteilung D-22

In den nächsten 40 Jahren lebte Tycho Castberg in Strinda (1934: Berg, Jonsvannsveien 31) und entwarf öffentliche und Wohngebäude für Trondheim und Umgebung. Hier wurden ihm noch drei Söhne geboren: Tycho Støren (* 1934), Tore Støren (* 1942), Ivar Støren (* 1945). (Alle Kinder und Geschwister von Tycho Castberg tragen den Familiennamen Støren der Großmutter und der Mutter als zusätzlichen Vornamen.)
„Zu Castbergs eigenständigen Arbeiten gehört eine große Anzahl von Ein- und Zweifamilienhäusern in Trondheim aus den 1930er Jahren und den ersten Nachkriegsjahren. Sie sind in einer sehr nüchternen funktionalistischen Formensprache gehalten. Mit dem Wohnblock Strindvn. 40 von 1938 betrat er Neuland, indem er das übliche Flursystem aufgab und das Gebäude als große Holzvilla gestaltete.“

### Besatzungszeit
Während des Zweiten Weltkriegs leistete Tycho Castberg als Teil der norwegischen Hjemmefronten Widerstand gegen die deutsche Besatzung. Nachdem der Unterricht an der NTH von den deutschen bzw. NS-Behörden verboten worden war, wurde er an der Abteilung Bygningskunst II (Baukunst II) u. a. durch Castberg illegal fortgesetzt. Ein Erinnerungsfoto eines „Veteranentreffen“ von 1955 belegt, dass Tycho Castberg Mitglied der Abteilung D-22 der militärischen Widerstandsorganisation Milorg war. Vom 11. bis zum 30. März 1943 war er im Trondheimer Kreisgefängnis Abteilung A (Vollan) inhaftiert. Nach Kriegsende 1945 saß Castberg als Vertreter der Venstre-Partei im Gemeinderat (herredstyre) von Strinda.

### Öffentliche Bauten

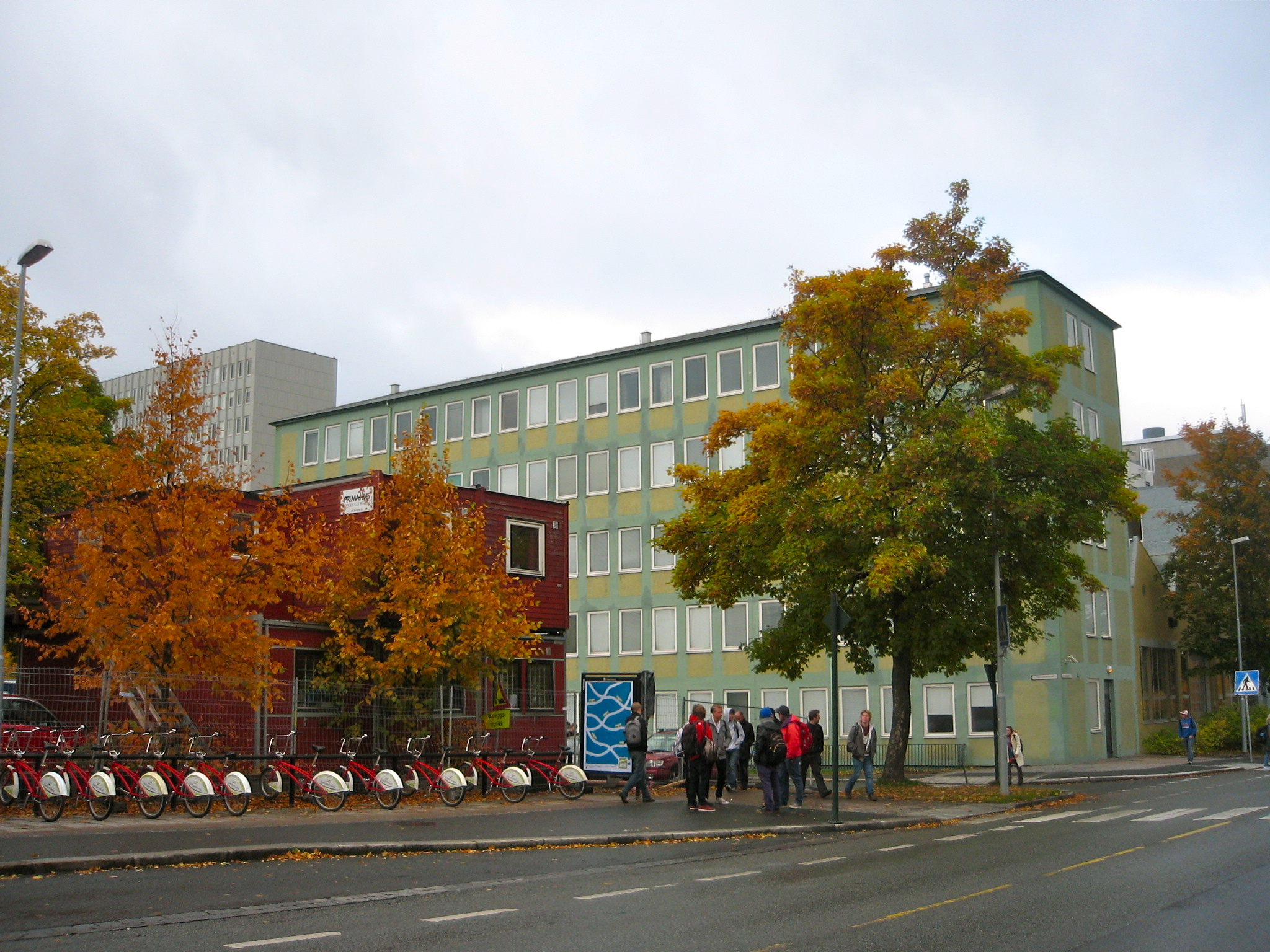
Bergbygget, Mineralogisches Institut NTH

Die Zusammenarbeit mit der Abteilung Baukunst II und dessen Dozenten und späteren Professor Erling Gjone begann schon 1942. „Als nach dem Krieg die großen Erweiterungspläne der NTH in Angriff genommen wurden, wurde Tycho Castberg gebeten, mit Professor Finn Berner an der Umsetzung der Pläne mitzuarbeiten. Als Professor Berner kurz darauf unerwartet verstarb, übernahm Castberg die Aufgabe allein. Er wurde für viele Jahre Bauleiter für die Entwicklung der NTH, bis die Staatlichen Bau- und Immobiliendirektion (Statens Bygge- og Eiendomsdirektorat) diese Aufgabe übernahm.“ Namentlich die Hauptbibliothek (1946–1948) und das Metallurgische Institut (1947–1949) gehen auf Entwürfe von Berner und Castberg zurück. Für den Ausbau der NTH wurde Tycho Castberg 1968 mit der Königlichen Goldenen Verdienstmedaille geehrt (die 1939 schon sein Vater erhalten hatte).
Er war aber auch mit der Restaurierung historischer Gebäude beschäftigt und hat dabei Behutsamkeit und Respekt vor der norwegischen Bautradition bewiesen. Beispiele dafür sind der Bergskrivergården in Røros (1943–1946) und Lerchendal gård in Trondheim  (1959–1969).
Am Vortag zu seinem 50. Geburtstag machte ihm der Adresseavisen vom 15. Juni 1950 ein Kompliment: „Der Architekt Castberg ist einer der bekanntesten Architekten der Stadt, und sein untrüglicher Geschmack hat viele schöne ‚Denkmäler‘ in Form von privaten und öffentlichen Gebäuden hinterlassen.“

### Hilfe für Kamerun
Tycho Castberg engagierte sich seit 1956 in der (damals noch so genannten) Entwicklungshilfe. Als die norwegischen Missionskrankenpfleger (Sykepleierskenes Misjonsring) Geld für den Bau eines Krankenhauses in Tibati, Kamerun, sammelten, wurde Tycho durch seinen (Arzt-)Bruder Odd und die Missionarin Holm Røre zur Mitarbeit motiviert. Mit Unterstützung von Adresseavisen wurde Öffentlichkeitsarbeit betrieben und „sowohl Material als auch Geld“ gesammelt. Damit wurden in Tibati ein Missionshaus mit Nebengebäuden, ein Operationssaal, zwei Krankenstationen, eine Ambulanz und eine Kapelle für 100 Personen gebaut. Außerdem wurde dem Krankenhaus in Ngaoundéré medizinische Ausrüstung gespendet.
Auch für Ngaoundéré entwarf Castberg eine Kapelle, im afrikanischen Stil, sein bekanntestes Werk im Kamerun. Nach dem Motto „Eine Schule baut eine Schule“ sammelten Schüler norwegischer Gymnasien Spenden für den Schulbau im Kamerun, wobei die Schüler der Hetland videregående skole vorangingen.

### Kulturelle Interessen

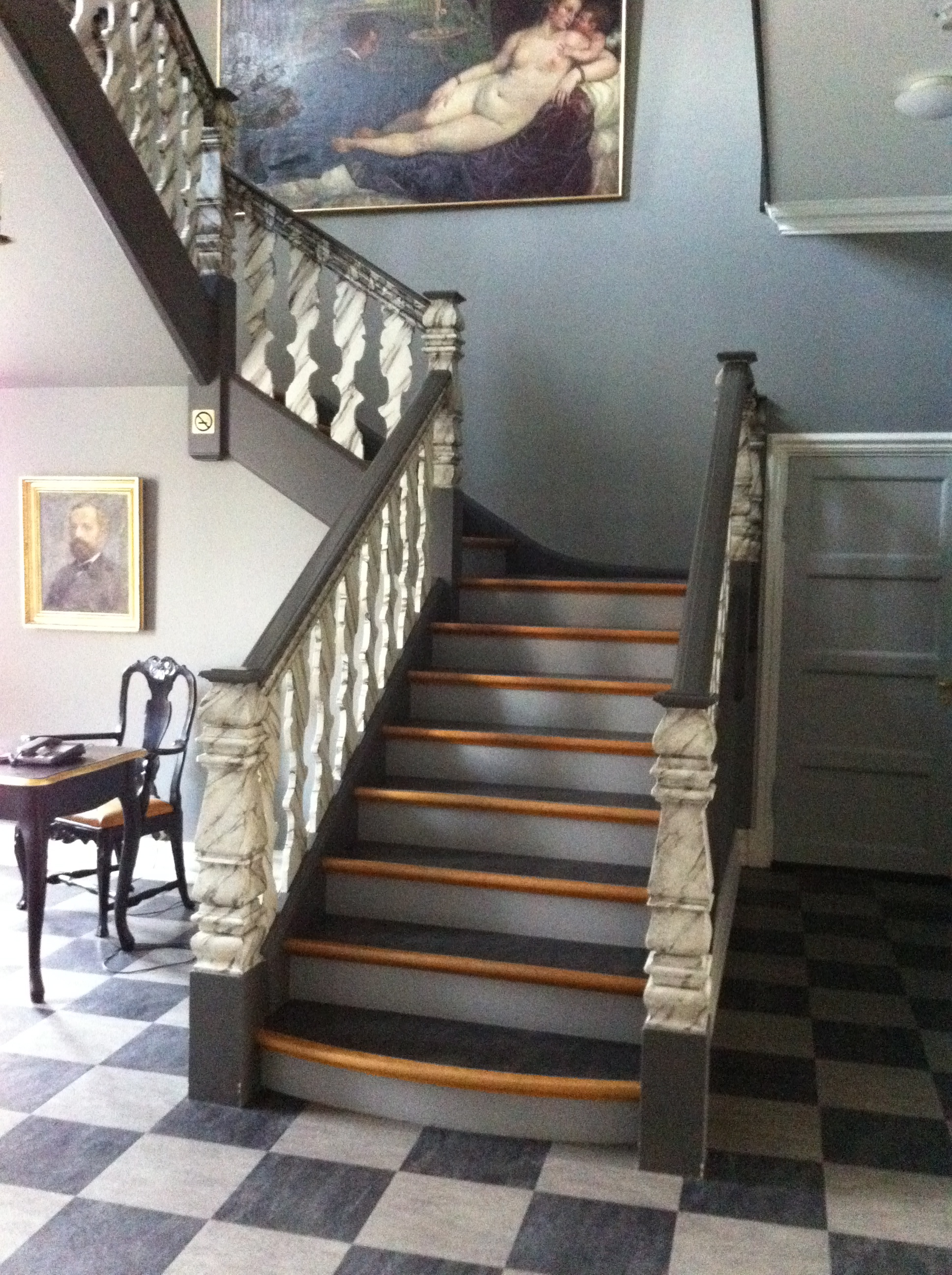
Tycho Castberg: Stiege in Lerchendal gård

Tycho Castberg fand Gefallen am Theater und war in den 1930er Jahren an der Gründung des Trøndelag Teater beteiligt, dessen Vorstand oder Aufsichtsrat er 30 Jahre lang angehörte. Für die Trøndelag Teaters Venner (Freunde des Trøndelag-Theaters) entwarf er das Castberghuset mit Schauspielerwohnungen. Er saß im Vorstand der Trondheimer Ortsgruppe des Fortidsminneforeningen, dem Verein für die Erhaltung der norwegischen Baudenkmäler.
Er war „auch nicht zuletzt ein typischer Akademiker der alten Schule –  ein Mann, der in diesem Bereich seine Fähigkeiten im Umfeld der Studentengesellschaft (Studentersamfundet) in Trondheim wie in alten Zeiten entfalten und ausleben durfte. Er war sechs Jahre lang Vorsitzender des Finanzausschusses, wurde von ‚De Sorte Faars Ridderskab‘ zum Ritter geschlagen und gleichzeitig von der Studentengesellschaft zum Ritter von ‚De spisse elbuers orden‘ ernannt.“
„Er war ein außerordentlich beliebter Mann, der während seines langen Lebens viele Freunde hatte. Mit seiner sanftmütigen und etwas ruhigen Art wirkte er wie ein Gentleman aus alten Zeiten - so zeitgemäß wie er während seiner vielen aktiven Jahre war.“

## Mitglied der Familie Castberg
Tycho Castberg ist ein Mitglied der gleichnamigen alten norwegischen Familie, die seit dem 17. Jahrhundert immer wieder prominente Vertreter hervorgebracht hat. Sie geht auf den Dänen Tyge Nielssøn zurück, der 1643 nach Kristiania einwanderte und dort das älteste in Norwegen noch erhaltene Buch druckte. Einige Familienmitglieder betätigten sich künstlerisch. Neben dem Architekten Tycho Castberg waren dies der Bildhauer Oscar Castberg, die Keramikerin Sissel Castberg, der Maler Johan Christian Castberg und der Musiker Torgrim Castberg.
Ehepaar Castberg mit Kindern und Schwiegersohn
vorne: Ivar?, Gudrun Sofie, Tycho, Tore?. hinten: Laila, Carsten Eckhoff Ellertsen, Tycho jr.

Link zum Bild

Alle Geschwister von Tycho Castberg machten Abitur, und alle bis auf eine schlossen auch ein Studium ab, und zwar in verschiedenen Fächern: Architektur, Theologie, Landwirtschaft, Medizin, Kunstgewerbe, Philologie. Arnljot wurde ebenfalls Architekt, Wilhelm und Yngvar wurden Priester (letzterer in der Seemannsmission), Knut wurde als Lehrer an der Staatlichen Gartenbauschule Oslo enzyklopädisch relevant.
In einem Familienfoto von 1935 posieren Vater Tycho und seine neun Kinder als „Studenten“, mit Kappe und Tracht der Russen.

## Ausbildung
(Quelle: )
- 1919 Examen artium, Trondheim katedralskole
- 1919–1924 Architekturausbildung, Norges tekniske høgskole (NTH), Trondheim
- dazwischen ein Semester Technische Hochschule Stuttgart (nach dem 2. Studienjahr)

## Mitgliedschaften und Auszeichnungen
(Quelle: )
- Tromsø kunstforening, Vorstandsmitglied 1925
- Trondheim arkitektforening, Mitglied seit 1934, Vorsitzender 1939–1941
- illegale berufliche Tätigkeit während der Besetzung Norwegens
- Trondheimer Abteilung des Forening til norske Fortidsminnesmerkers Bevaring (Verein für die Erhaltung der norwegischen Denkmäler), Vorstandsmitglied seit 1945
- Königliche Goldene Verdienstmedaille (Kongens fortjenstmedalje til belønning for fortjenester av kunst, vitenskap og næringsliv samt for utmerket forhold i offentlig tjeneste, i gull), 1968[21]

## Ausgeführte Bauten

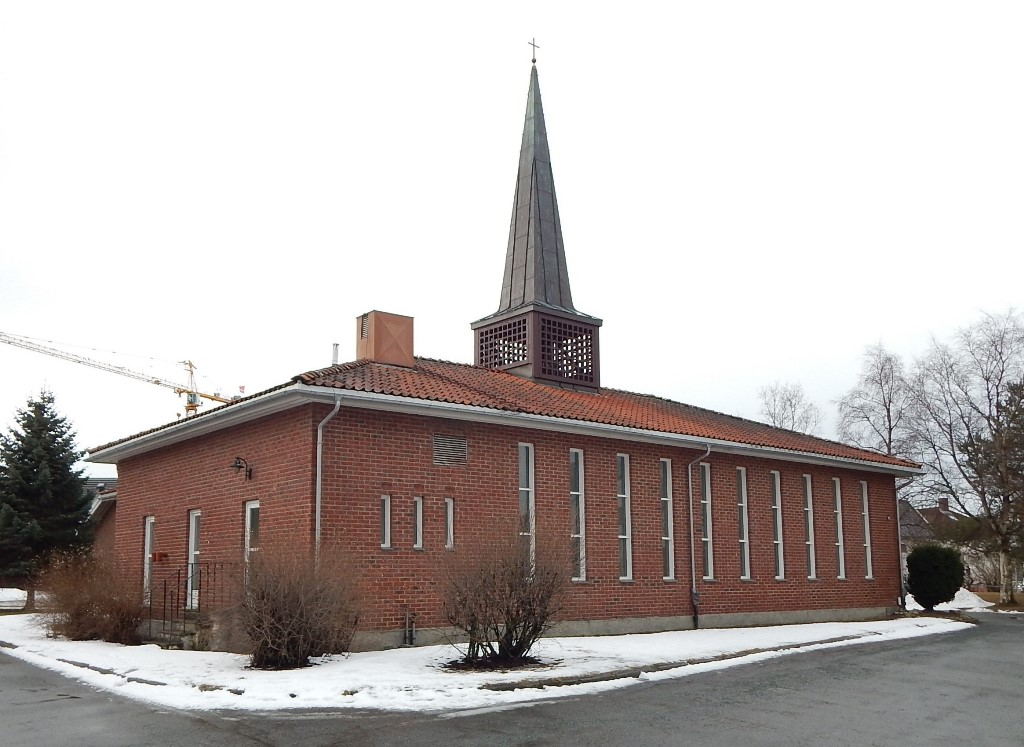
Berg arbeidskirke (Trondheim)

(Quelle: , soweit nicht anders angegeben)
- Sjøfartsbygningen (Schifffahrtsgebäude), Dampfschiffkai, Tromsø (1925, Umbau eines ehemaligen Fabrikgebäudes)
- Grabkapelle Lade, Trondheim (1935)
- Einfamilienhaus, Lillegårdsbakken, Trondheim (1938)
- Mehrfamilienhaus, Strindvn. 40, (1938) Trondheim
- Feuerwehrhaus, Nyvn. 68, (1939) Trondheim
- Einfamilienhaus aus Backstein, Jørunds gate 11, Trondheim (1940)[28]
- Castberghuset, Trondheim (Schauspielerwohnungen), gebaut für Trøndelag Teaters Venner (Freunde des Trøndelag-Theaters)
- Erweiterung der Hauptbibliothek der Norges tekniske høyskole (1946–1948), gemeinsam mit Finn Berner
- Metallurgisches Institut der Norges tekniske høyskole, gemeinsam mit Finn Berner (1947–1949)
- Gartenstadt Persaunet, Trondheim (ca. 1950)
- Restaurierung des Bergskrivergården, Bergmannsgt. 15, Røros (1943–1946)
- Lerchendal gård, Trondheim, Restaurierung des Hauptgebäudes[22] und des Stabburet (Lagerhaus)[23] (1959–1969), mit Erling Gjone.
- Berg kirke, Trondheim, 1972[29]

## Gemeinschaftsausstellungen
- 1939, Weltausstellung New York (Entwurf einer Villa)[17]